# Synagogue de Libourne
La synagogue de Libourne, dans le département français de la Gironde en région Nouvelle-Aquitaine, se situe 33 rue Lamothe.

## Historique
La présence juive à Libourne semble dater au moins du XVIe siècle, et l'existence d'une salle de prière est mentionnée rue de Périgueux au XVIIIe siècle.
En 1846, la population juive est estimée à 77 personnes sur une population totale de 9714 libournais. La communauté obtient l'année suivante l'autorisation, par ordonnance royale, de faire construire une synagogue, sur des dessins de l'architecte Gautier dans un style néo-classique. L'inauguration de la synagogue de Libourne date du 3 septembre 1847, jour de célébration de Roch Hachana, lors d'un office dirigé par David Marx, grand rabbin de Bordeaux,.
Elle est fermée en 1912 car la communauté juive de Libourne trop peu nombreuse ne pouvait plus former le minian. La synagogue le demeure néanmoins la plupart du temps, notamment pendant la Seconde Guerre mondiale. Les rouleaux de la Torah sont conservés dans une maison de Bordeaux puis remis en 1950.
Ce n'est qu'avec la venue des juifs d'Afrique du Nord dans les années 1960 que la synagogue a pu être rénovée et réactivée pour le culte en 1962.
Les façades et toitures de la synagogue avec sa cour intérieure et le passage couvert sont inscrits au titre des Monuments historiques depuis 1995.